# 霊的キリスト教
霊的キリスト教（ロシア語：Духовное христианство, 英語：Spiritual Christianity）とは、ロシアで17世紀から18世紀にかけて興った、プロテスタントからの影響と近縁関係を指摘される教派である、ドゥホボール派、モロカン派、鞭身派及び去勢派の総称である。これらの諸教派は確固とした組織及び厳密な教義を持たないことを共通の特徴とする
。

## 概要
霊的キリスト教は古儀式派と混同されることがあるが、彼らは正教を自称せず、正教の古い儀式を守ることもないため、古儀式派には含まれない。主流派ロシア正教会から「分離派（ラスコーリニキ）」と蔑称されることがある点は古儀式派と同じである。
霊的キリスト教は、プロテスタントには含まれないが、教義面での共通性及びプロテスタント神学からの影響関係等により、一定の近縁関係を指摘されている。ウクライナのペンテコステ派の研究者であるV.フランチュクは、霊的キリスト教の諸派が聖霊の導きを強調している点などをプロテスタントとの共通点として指摘している。
正教会との対立並びに教会位階、修道院制度、イコン及び聖人崇拝の否定は霊的キリスト教に固有のものである
。
霊的キリスト教の信徒である霊的キリスト教徒は「霊と真理をもって（ヨハネ福音書4章23節）」神を崇拝し、「良い行いの倫理（этика добрых дел）」を信奉し、財産共有制の共同体の建設を目指す。彼らは数世紀にわたり、非公然あるいは半非公然の形で存在することに習熟してきた。
霊的キリスト教は、17世紀のロシア中央部の諸県で、組織的ではない神秘主義的かつ終末論的な大衆性を持つ運動を基盤として誕生した。研究者たちは霊的キリスト教運動の創始者を、17世紀の初めに伝道していたカピトン・ダニロフスキーと考えている。この運動から鞭身派及び去勢派が最初に分岐した。モロカン派及びドゥホボール派が分岐したのはようやく18世紀末である。霊的キリスト教徒は当局側のみならず古儀式派からも迫害を受けたが、注意深く隠れ、集会を秘密裡に行い、正教の教会で領聖を受け、正教の慣習に従って死者を埋葬するなどしたため、生き延びることに成功した。
19世紀から20世紀初期にかけて、モロカン派及びドゥホボール派の信徒は活発にバプティストに改宗し、バプティストの初期の中心的な部分となった。19世紀初期以降、プロテスタントの著作のドイツ語からの翻訳がモロカン派の間で流布した。カルヴァン主義的なあるいはアルミニウス主義的な救いについての教義を持つ諸教派が出現した。
鞭身派及び去勢派はその際立った閉鎖性が特徴である。彼らの共同体はロシア全土に散在するが、その存在はしばしば誰にも知られていない。それにもかかわらず、鞭身派及び去勢派の活動はタンボフ州をはじめとするいくつかの州で明らかになっている。鞭身派及び去勢派の共同体にはカリスマ的な指導者を持つ。現在もかつてと同様に、鞭身派及び去勢派は秘密裡に存在し、周囲の非信者とのかかわりを避けている。鞭身派及び去勢派の共同体は主に南ロシアとシベリアに存在する。
上記の4教派の他に、マリョーヴァンツィ、チュリコフツィ、旧イスラエル派、新イスラエル派、フョードロフツィ及びイコノボールツィ等も霊的キリスト教に分類されることがある。